# Монгольская республиканская партия
Монгольская республиканская партия (МРП, монг. Монголын Бүгд Найрамдах Нам) — монгольская политическая партия, созданная в феврале 1997 году на основе Монгольской капиталистической партии, главой партии стал Базарсад Жаргалсайхан.

## Коалиции и объединения
Партия неоднократно пыталась объединиться с другими политическими силами Монголии, в мае 1999 года партия провела объединение с партией «За Монголию», однако к январю 2000 года произошёл распад.
В 2001 (по другим данным в феврале 2002) году произошло слияние с партией Гражданская воля, новое движение получило название — «Гражданская воля — Республиканская партия», главой политической организации стала Санжаасурэнгийн Оюун, первым заместителем был избран Базарсад Джаргалсайхан, в составе этого движения партия вошла в Демократическую коалицию - Родина, однако незадолго перед выборами 2004 года партия вышла из ДКР и выдвинула своих кандидатов, коалиция с Гражданской волей также распалась в 2004 году.

## Участие в выборах
В первый раз на выборах в монгольский парламент партия участвовала в 2000 году, организация выдвинула 68 кандидатов, однако ни один из них не прошёл в хурал, а партия набрала 4,09 % голосов избирателей.
На выборах 2004 года партия получила 1,38 % голосов и получила одного представителя в парламенте.